# جرج چرهالمی
جرج چرهالمی (مجاری: Cserhalmi György؛ زادهٔ ۱۷ فوریهٔ ۱۹۴۸) بازیگر اهل مجارستان و برندهٔ جوایزی همچون جایزه کشوت است.

از فیلم‌ها یا برنامه‌های تلویزیونی که وی در آن نقش داشته‌است، می‌توان به هانوسن،  مفیستو، کرکس، کنترل، نفرین، قلعه، یانوش پهلوان و قمر مشتری اشاره کرد.